# Агресор
Агресор — за міжнародним правом країна або група країн, пов'язаних договором про військову допомогу, що першою застосовує збройну силу проти іншої держави, здійснюючи тим самим агресію.
З точки зору міжнародного права державою-агресором є країна що:
- оголошує війну іншій державі;
- зайшла з озброєними силами на території іншої держави, навіть без оголошення війни;
- бомбардує наземні об'єкти іншої країни за допомогою сухопутних сил, з повітря або моря;
- застосовує морську блокаду узбережжя або портів іншої держави;
- надає підтримку озброєним групам, які були організовані на території країни і роблять напади на територію іншої держави[1].

Країна не є агресором, якщо відповідає застосуванням зброї, з метою свого захисту, на військові дії агресора, навіть якщо агресор сам ще не напав.

## Приклади країн-агресорів
- Російська імперія
- Французька Імперія
- Третій Рейх
- Фашистська Італія
- Радянський Союз
- Російська Федерація[2]